# Pensión de mujeres (telenovela)
Pensión de mujeres es una telenovela mexicana del año 1960 y producida por Telesistema Mexicano hoy Televisa. Historia original y adaptación de Raúl Astor. Con 43 episodios y protagonizada por Amparo Rivelles.

## Elenco
- Amparo Rivelles
- Fanny Schiller
- Fernando Rey
- Mapita Cortés
- Prudencia Grifell
- Rosa Elena Durge

## Producción
- Historia Original: Raúl Astor
- Adaptación: Raúl Astor

## Otros datos
- Estuvo producida por Telesistema Mexicano.

- Datos: Q6071422